# Toyota Camry (XV50)
Toyota Camry (XV50) — легковий автомобіль бізнес-класу, який виготовлявся компанією Toyota з серпня 2011 року по травень 2017 року. Модель XV50 прийшла на заміну серії XV40 і була сьомим поколінням Toyota Camry. У 2017 році Toyota замінила серію XV50 на XV70.

## Опис

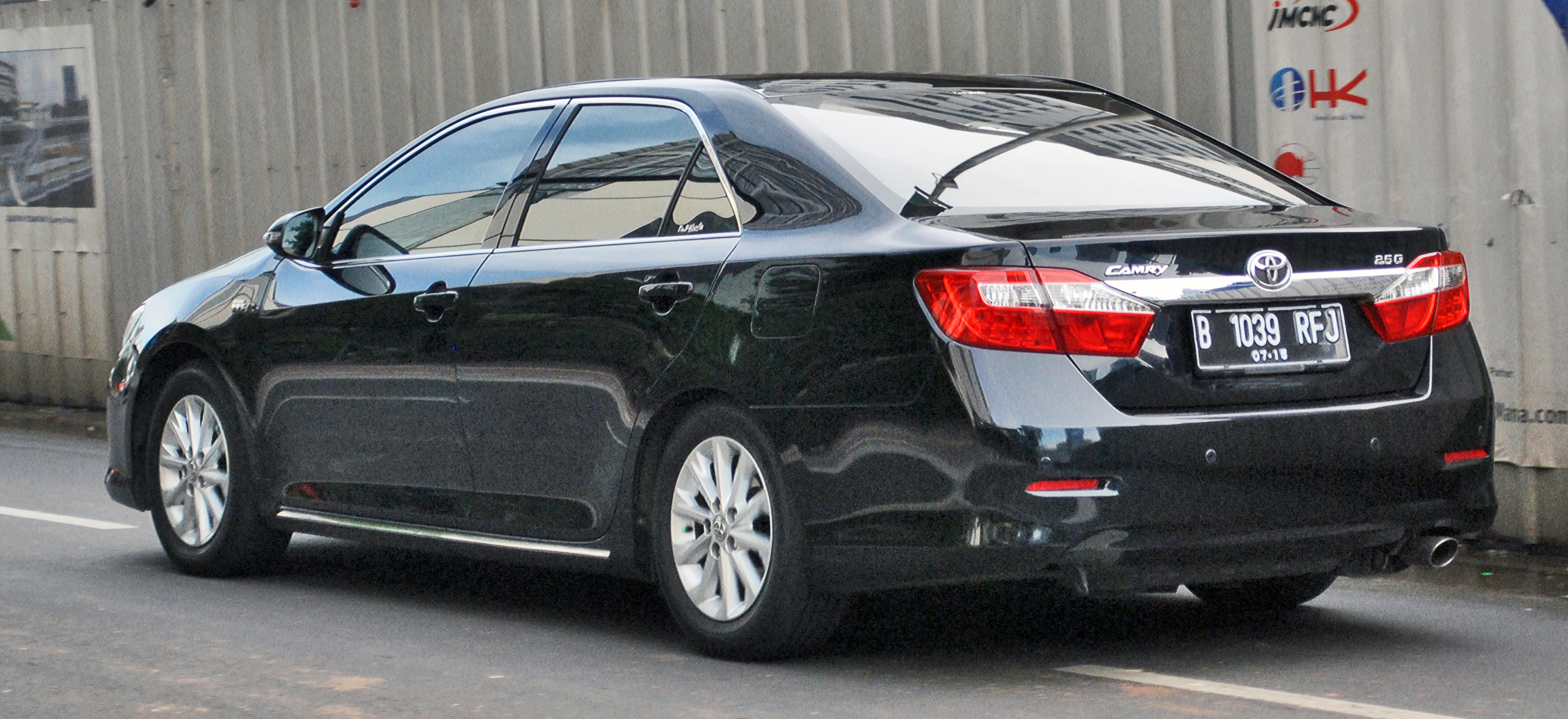
Toyota Camry 7 седан (для ринку України, Японії і Росії, 2011—2014)

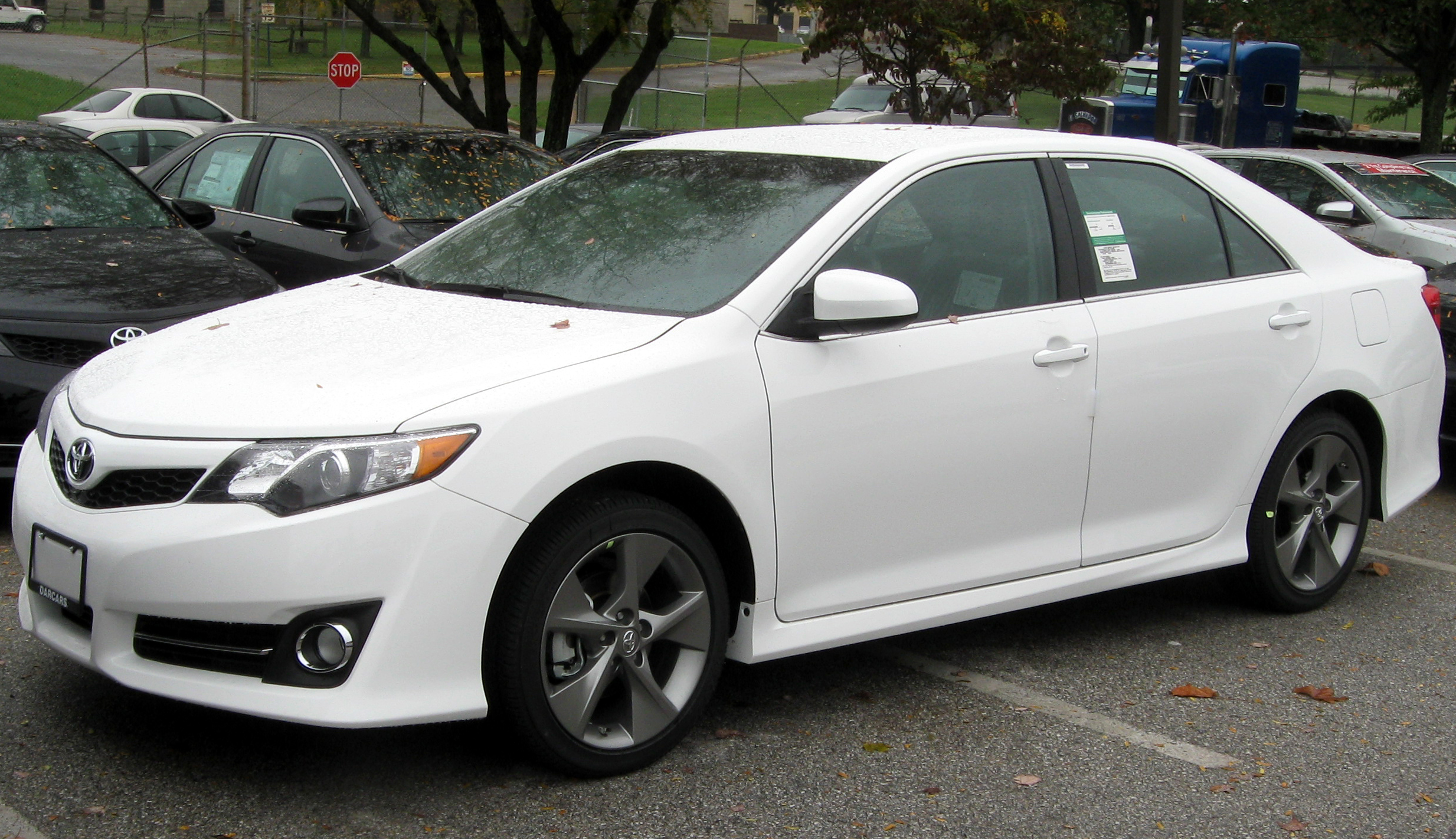
Toyota Camry 7 седан (для ринку США, 2011—2014)

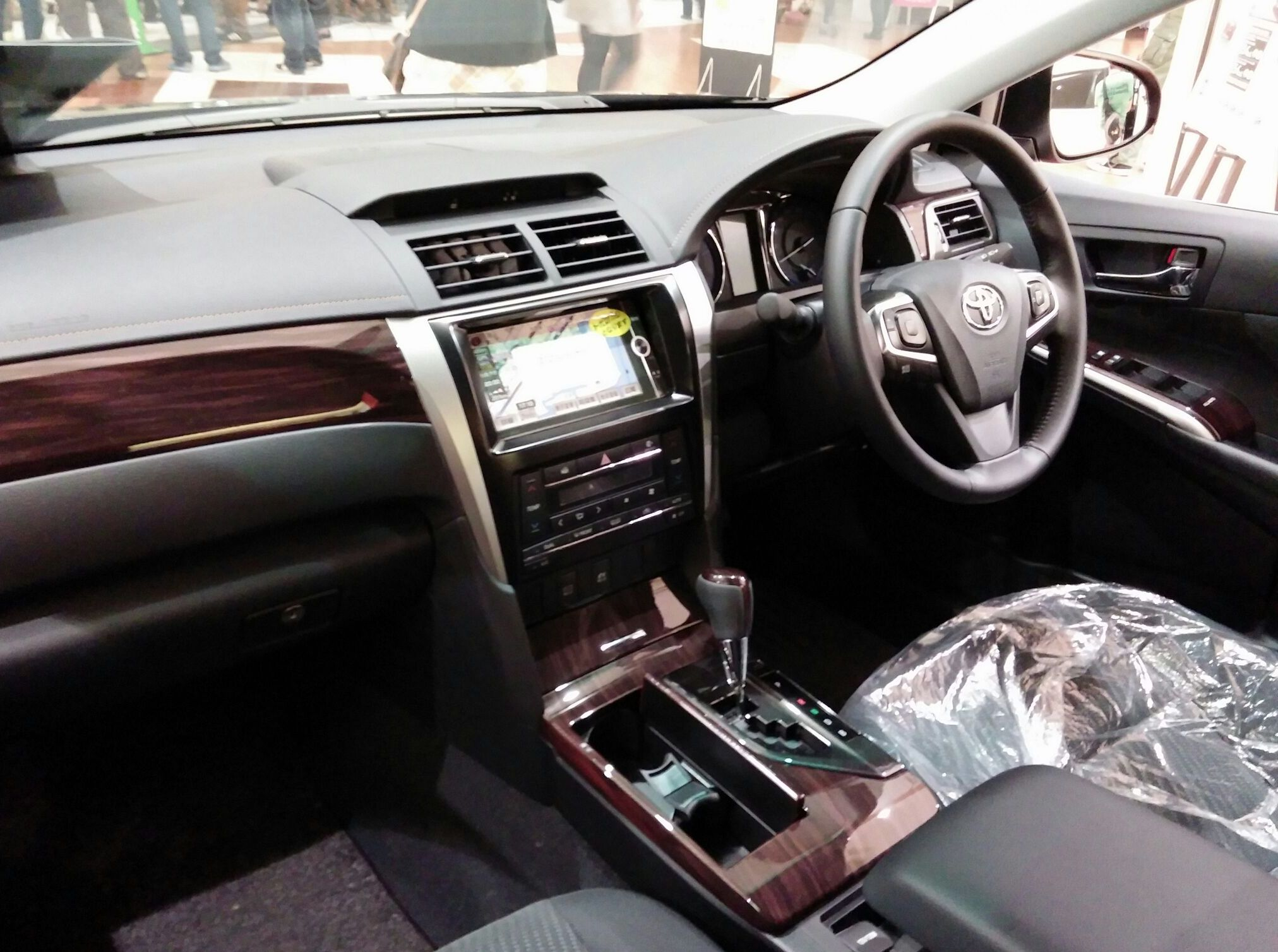
Салон Toyota Camry 7 (для ринку України, Японії і Росії)

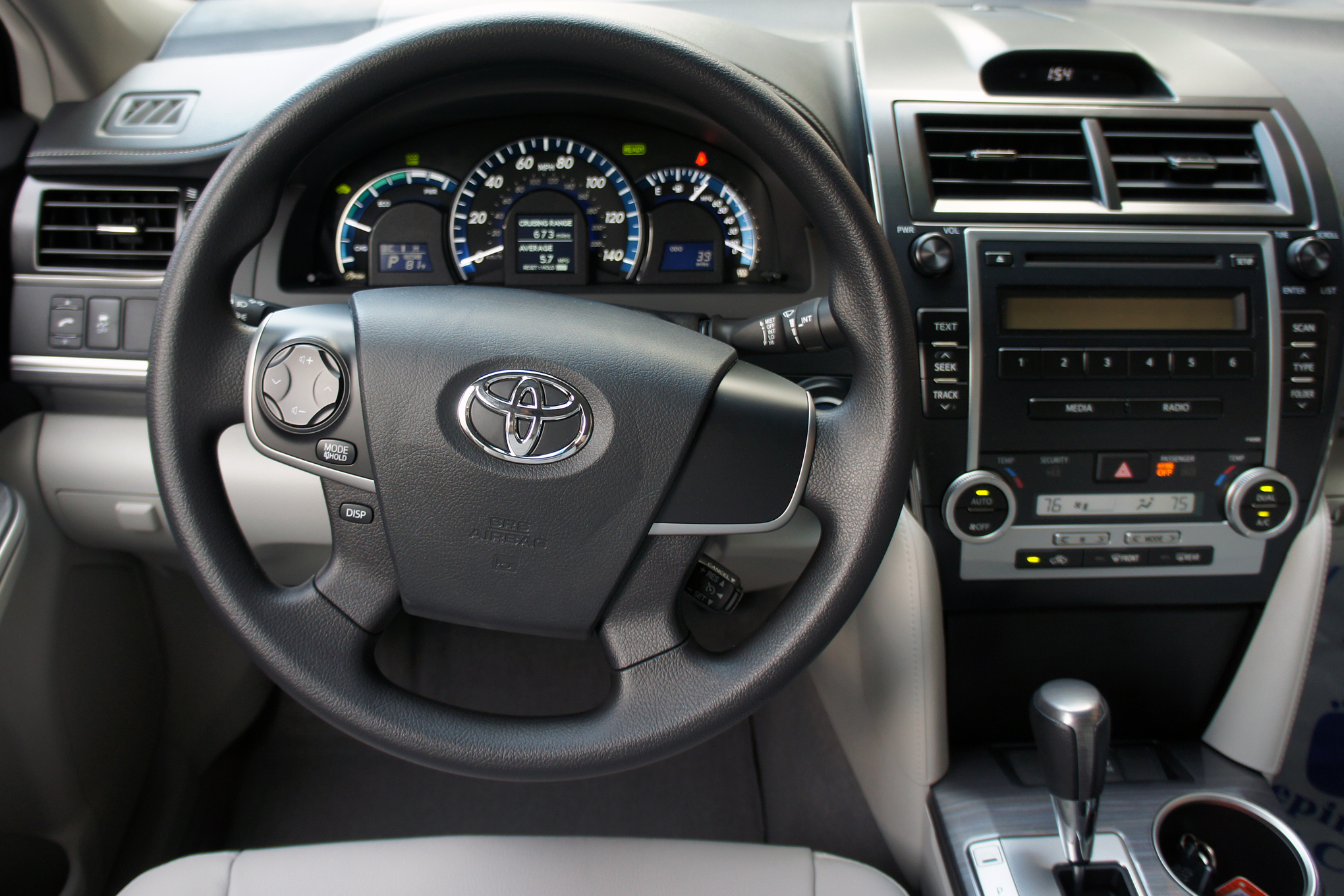
Салон Toyota Camry 7 (для ринку США), 2011—2014)

У 2011 році представлена Toyota Camry сьомого покоління, яка випускалася до 2017 року. Платформу зі стійками McPherson спереду і ззаду та електромеханічним підсилювачем на кермовому валу седан Camry VX50 отримав від попередньої моделі і ділив з кросовером Toyota Highlander. Підвіска Toyota Camry традиційно незалежна зі стійками Макферсон на всіх чотирьох колесах, досить жорстко налаштована. Якщо Camry попередніх поколінь пропонували для внутрішнього ринку, в тому числі і повнопривідні варіанти, то в даному поколінні передбачений тільки передній привід.
Автомобіль пропонується в трьох версіях для японського ринку, для ринку США і для європейського ринку. Ці моделі відрізняються одна від одної зовнішнім виглядом і оснащенням.
Комплектації представлені трьома варіантами. У базове оснащення Toyota Camry входять: повний електропакет, клімат-контроль, салонний фільтр, кнопка запуску двигуна, ключ ДУ, система «старт-стоп». Шикарна оптитронная панель приладів крім стандартних індикацій містить мультиінформаційний дисплей. Рульова колонка регулюється в двох площинах. Регулювання нахилу і висоти водійського сидіння дозволять зручно влаштуватися людині будь-якого зростання. Багажник, пристойний обсяг якого забрала акумуляторна батарея, не може похвалитися великими розмірами, але його 440 літрів об'єму цілком порівнянні з автомобілями гольф-класу, а відкидні спинки заднього дивана дозволять перевезти довгі речі. Центральне сидіння - з регульованим підголів'ям, його спинку можна перетворити в зручний підлокітник. Так званий «G пакет» (G package) доповнено легкосплавними дисками, шкіряною опліткою керма, електроприводом водійського сидіння, круїз-контролем. У комплектації «Leather package» пропонуються шкіряні сидіння, електропривод передніх сидінь, навігаційна система, електролюк.
Гібридна установка Toyota Camry забезпечує відмінну економію палива, дозволяючи проїхати на одному літрі палива до 26,5 км (в змішаному режимі - 23,4 км), чому не може похвалитися жоден компактний автомобіль зі звичайною силовою установкою, не кажучи вже про машини вищого класу. При цьому 160-сильний 4-циліндровий 2AR-FXE забезпечує пристойну динаміку, цілком відповідає цьому розкішному седану. Максимальний крутний момент - 213 Нм при 4500 об/хв; тип використовуваного палива - Regular, що відповідає маркам АІ-92, АІ-95. Гібридна установка забезпечує дуже низький рівень шуму, крім того, в окремих режимах можна використовувати тільки електромотор.
Рівні оздоблення включають L, LE, SE, XLE, SE V6, XLE V6, Hybrid LE, Hybrid XLE і до 2014 року модель Hybrid SE. Всі моделі, крім гібридів, оснащуються з шестиступеневою автоматичною трансмісією. Немає механічних трансмісій. Гібриди оснащені варіатором eCVT. Нова модель збільшила економію палива завдяки легшій масі, більш гладкому корпусу та низькопрофільним шинам.

### Фейсліфтинг

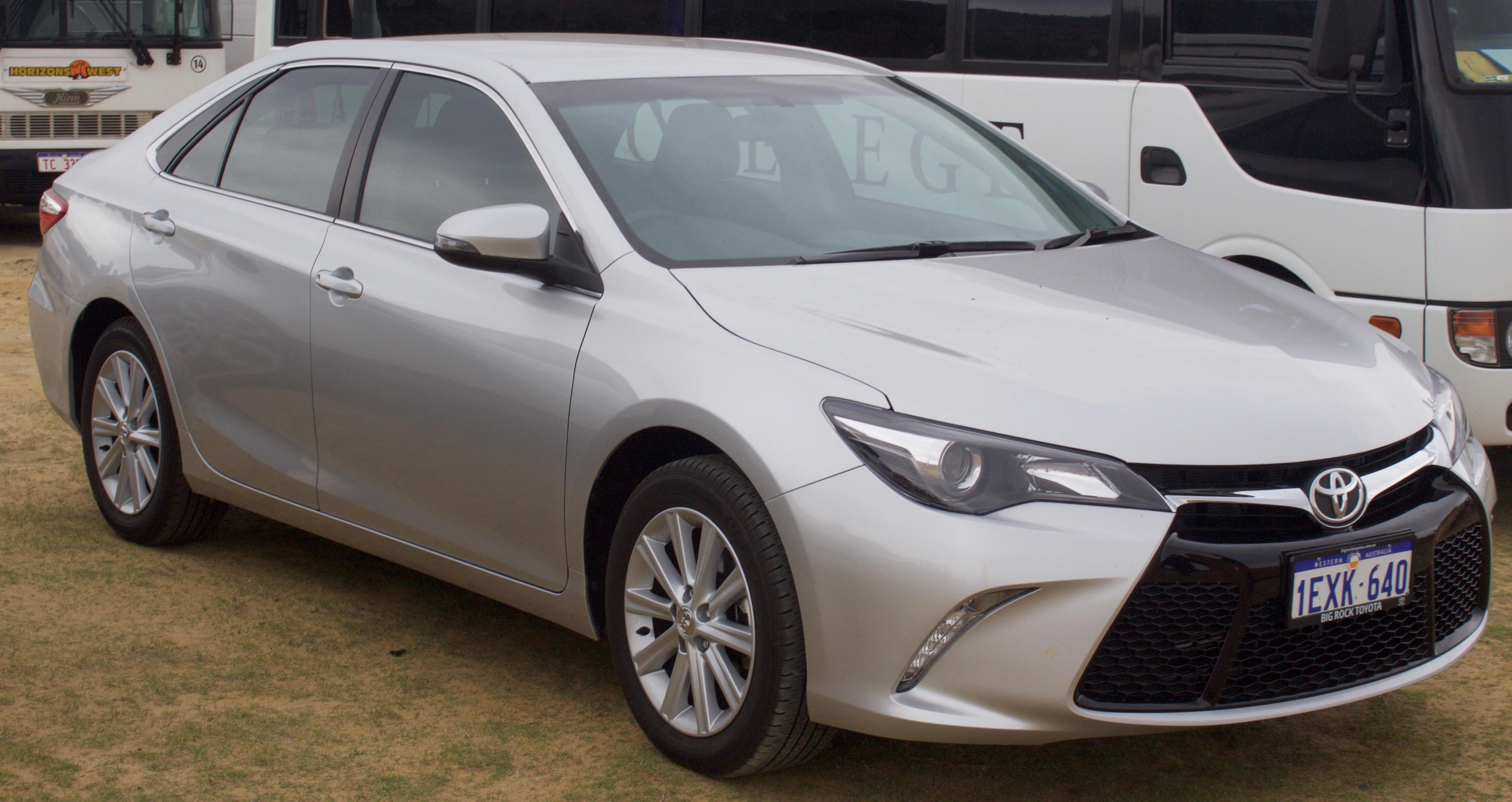
Toyota Camry 7 седан (для ринку США, 2014—2017)

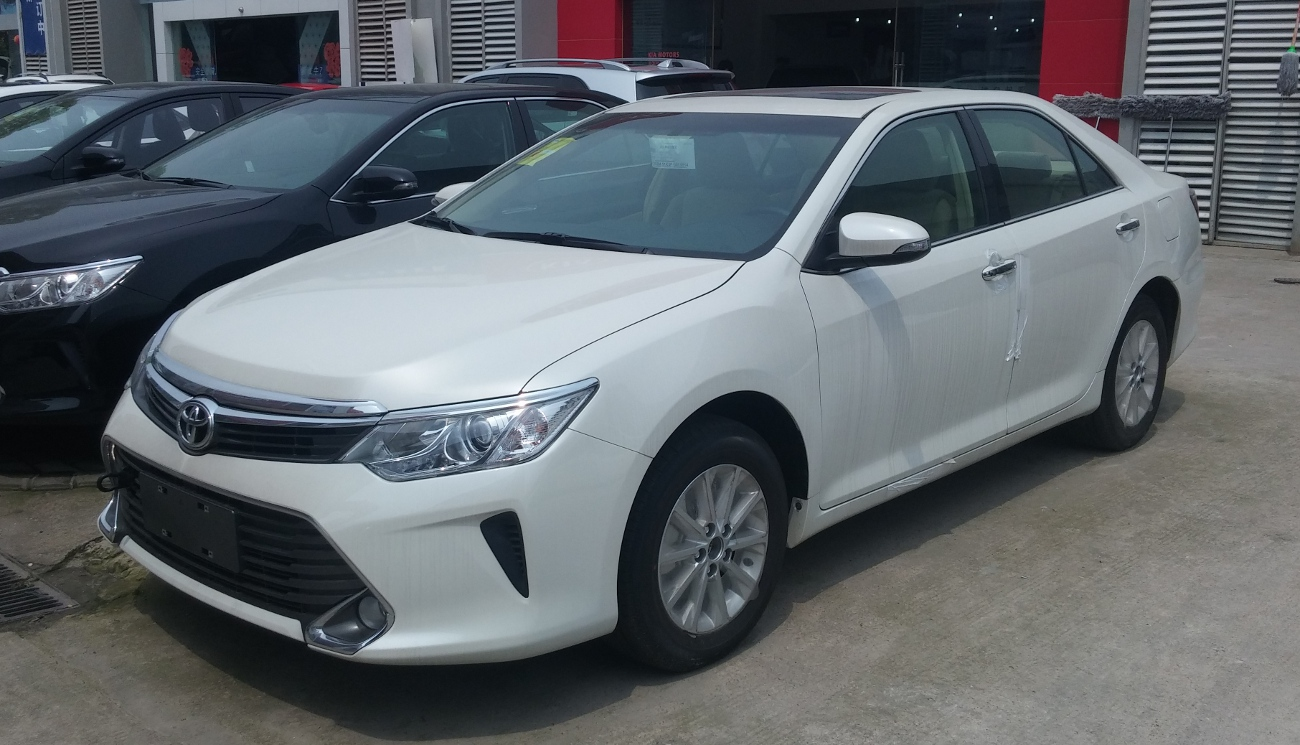
Toyota Camry 7 седан (для світового ринку, 2014—2017)

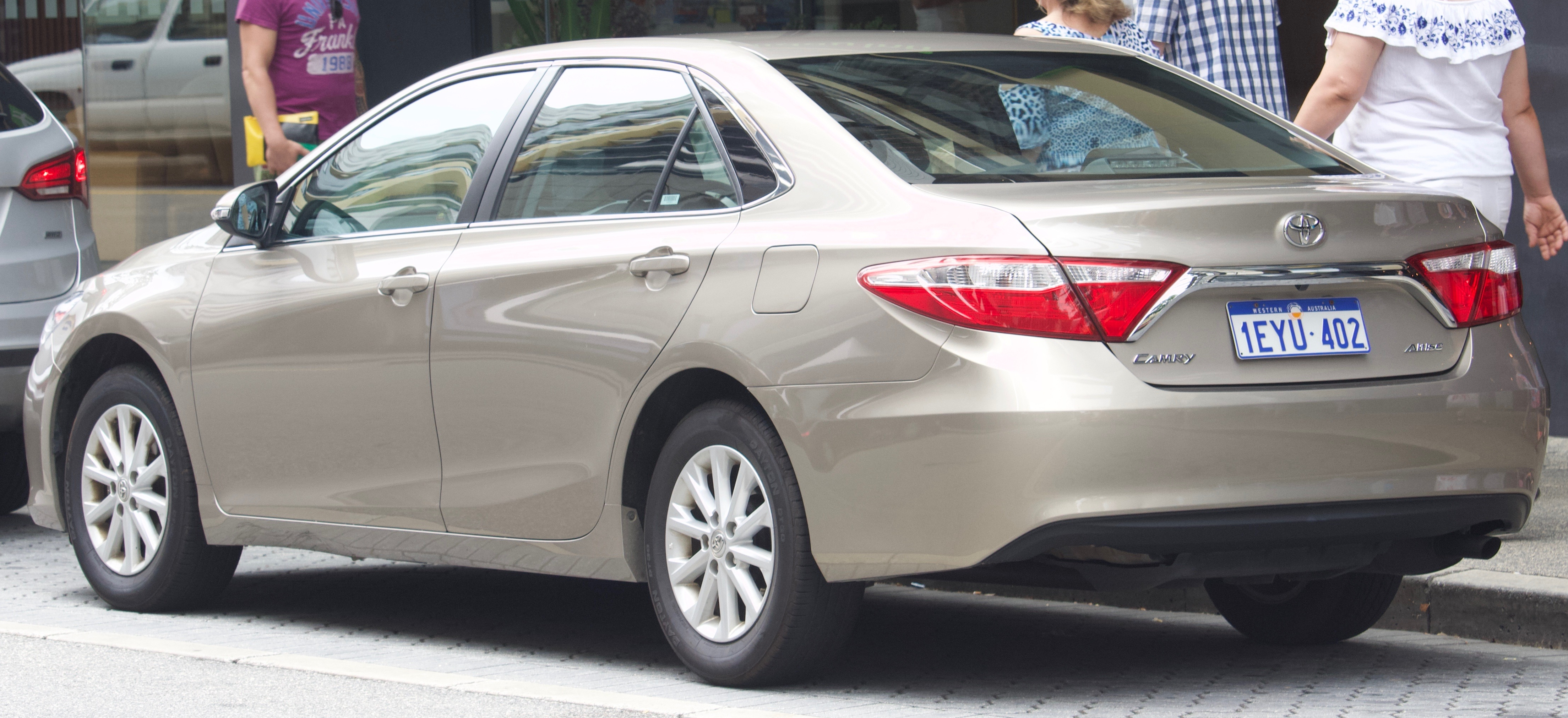
Toyota Camry 7 седан (для ринку США, 2014—2017)

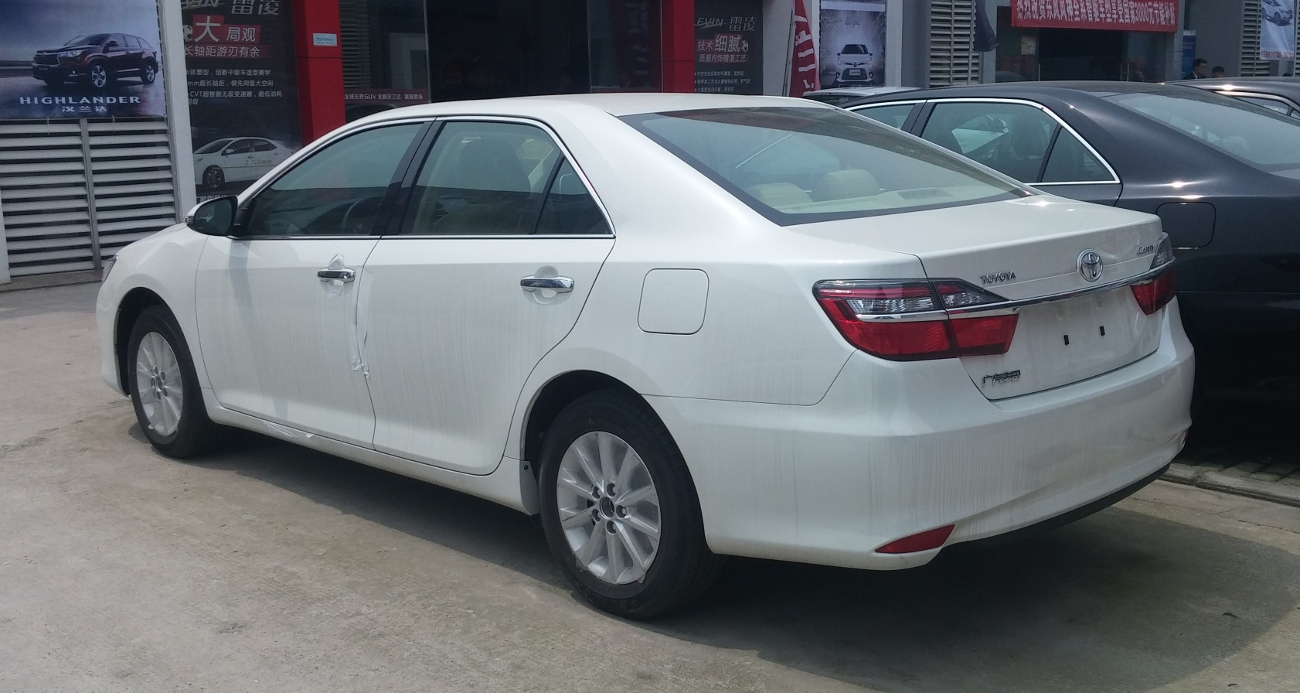
Toyota Camry 7 седан (для світового ринку, 2014—2017)

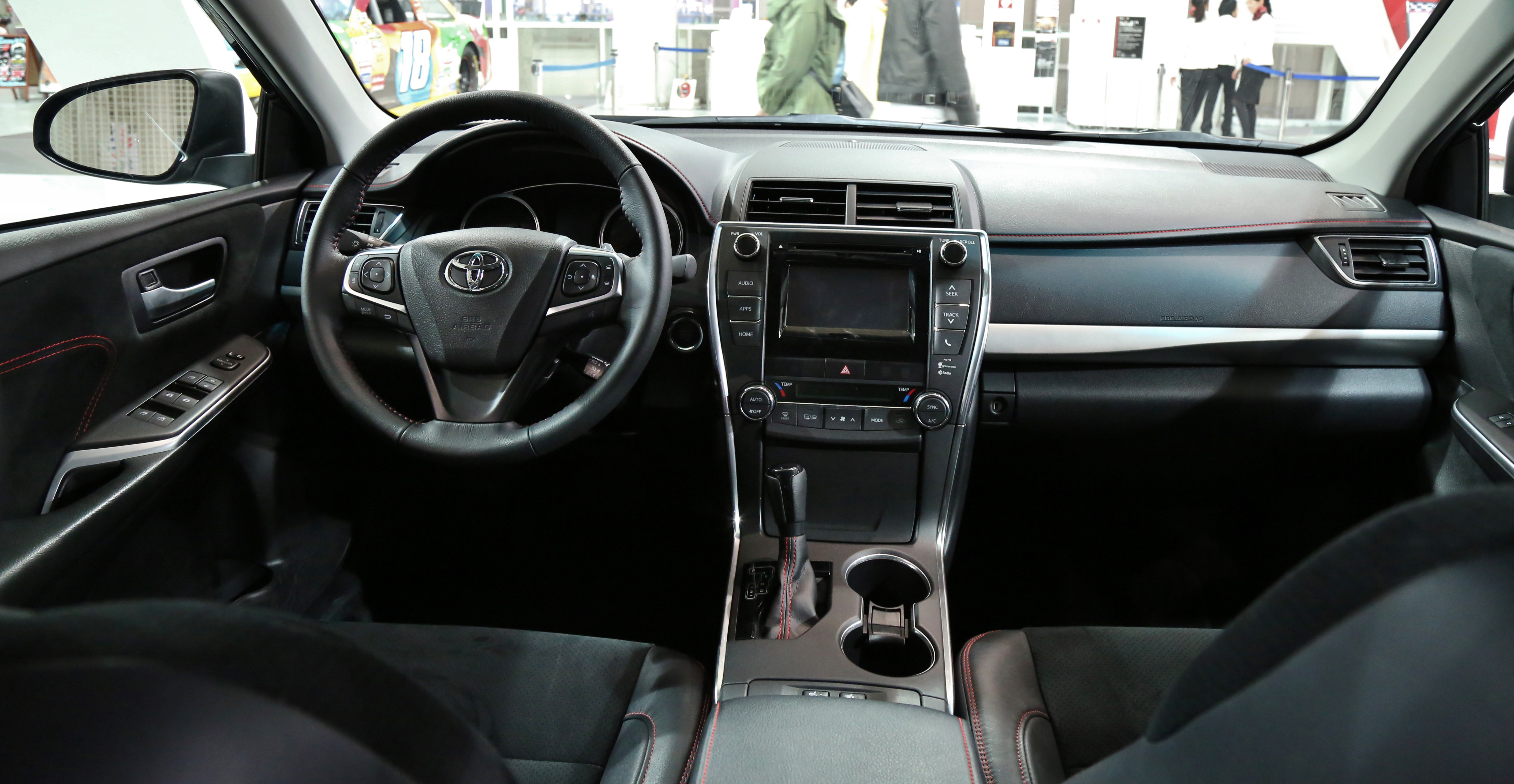
Салон Toyota Camry 7 (для ринку США, 2014—2017)

В 2014 році модель оновили, як для ринку США, так і для світового ринку (відтепер моделі для ринку Європи і Японії однакові та мають заводський індекс VX55). Підвіска була переналаштована (Camry отримала нові амортизатори з більш м'якими настройками), додано більше шумоізоляції, та деякі елементи управління зроблені більш зрозумілими. Модель XSE також була оновлена, а моделі Hybrid вперше стали доступні в новій спортивній комплектації SE і XSE. Після модернізації модель для США отримала інший кузов і почала позначатися VX60.

#### Двигуни
| Модель     | Код     | Циліндри/Клапани | Об'єм    | Потужність                        | Крутний момент        | Vмакс      | Роки випуску |
| ---------- | ------- | ---------------- | -------- | --------------------------------- | --------------------- | ---------- | ------------ |
| Бензинові  |         |                  |          |                                   |                       |            |              |
| 2.0        | 1AZ-FE  | Р4/16            | 1998 см³ | 148 к.с. (110 кВт) при 6000 об/хв | 190 Нм при 4000 об/хв | 190 км/год | з 2012       |
| 2.5        | 2AR-FE  | Р4/16            | 2494 см³ | 180 к.с. (133 кВт) при 6000 об/хв | 231 Нм при 4100 об/хв | 210 км/год | з 2011       |
| 2.5 Hybrid | 2AR-FXE | Р4/16            | 2494 см³ | 200 к.с. (149 кВт) при 5700 об/хв | 213 Нм при 4500 об/хв | 180 км/год | з 2012       |
| 3.5        | 2GR-FE  | V6/24            | 3456 см³ | 249 к.с. (183 кВт) при 6200 об/хв | ? Нм при 4700 об/хв   | 210 км/год | з 2012       |
| 3.5        | 2GR-FE  | V6/24            | 3456 см³ | 277 к.с. (204 кВт) при 6200 об/хв | 346 Нм при 4700 об/хв | 210 км/год | з 2011       |